# Ácido pimélico
O ácido pimélico é um ácido dicarboxílico de fórmula C5H10(COOH)2. Possui cadeia aberta, considerado por isso um ácido alifático.